# Khu đô thị bang Guerrero

Bang Guerrero trên bản đồ México

Guerrero là bang nằm ở tây nam México, được chia thành 85 khu đô thị. Theo Tổng điều tra dân số và nhà ở của México năm 2020, Guerrero là bang đông dân thứ 13 với 3.540.685 người và diện tích lớn thứ 14 với 63.803,42 kilômét vuông (24.634,64 dặm vuông Anh).
Các khu đô thị ở Guerrero nhận vị thế tự trị trong bang theo điều 115 Hiến pháp năm 1917. Theo nhiệm kỳ ba năm, công dân bầu ra một chủ tịch khu đô thị (còn gọi là thị trưởng) (tiếng Tây Ban Nha: presidente municipal) theo hệ thống bỏ phiếu đa số, đồng thời bầu ra hội đồng khu đô thị (ayuntamiento) chịu trách nhiệm cung cấp tất cả dịch vụ công cho cử tri. Hội đồng không cố định số thành viên hay ủy viên (regidores y síndicos). Khu đô thị chịu trách nhiệm về dịch vụ công (như cấp thoát nước), đèn đường, an toàn công cộng và giao thông, bảo trì công viên, hoa viên và nghĩa trang công cộng. Khu cũng có thể hỗ trợ chính quyền bang và liên bang về giáo dục, y tế và cứu hỏa khẩn cấp, bảo vệ môi trường, bảo dưỡng di tích và địa danh lịch sử. Từ năm 1984, chính quyền khu đô thị có quyền thu thuế bất động sản và phí sử dụng, nhưng nguồn thu vẫn chủ yếu đến từ cấp cao hơn rót xuống.
Khu đô thị đông dân nhất Guerrero là Acapulco với 779.566 dân, còn ít người nhất là Atlamajalcingo del Monte với 5.811 dân. Về diện tích đất liền, lớn nhất là Coyuca de Catalán 3.368.203 km2 (1.300.470,45 dặm vuông Anh)   và nhỏ nhất là Alpoyeca 94.180 km2 (36.363,10 dặm vuông Anh).

## Khu đô thị

Các khu đô thị đông dân nhất Guerrero
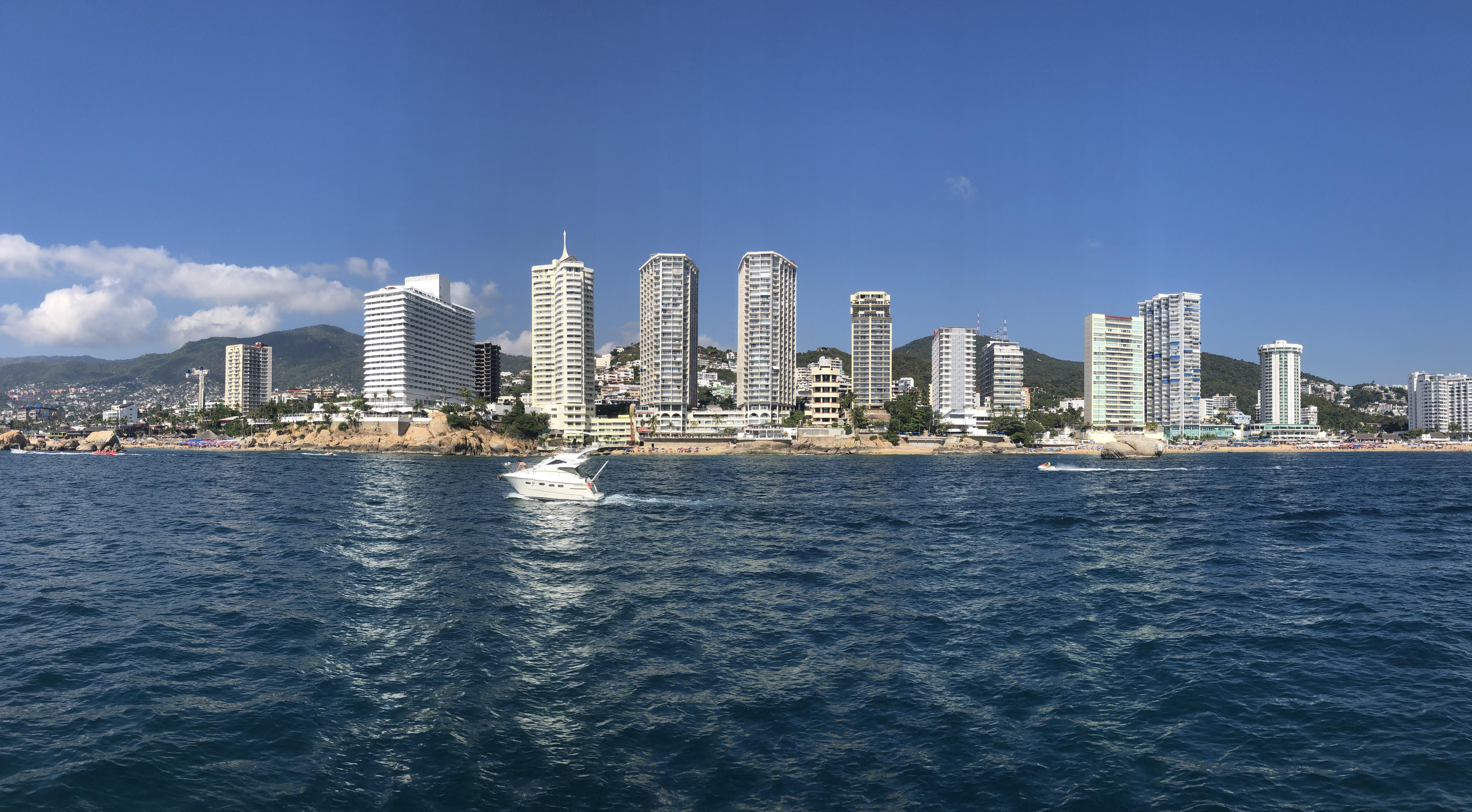
Acapulco, đông dân nhất
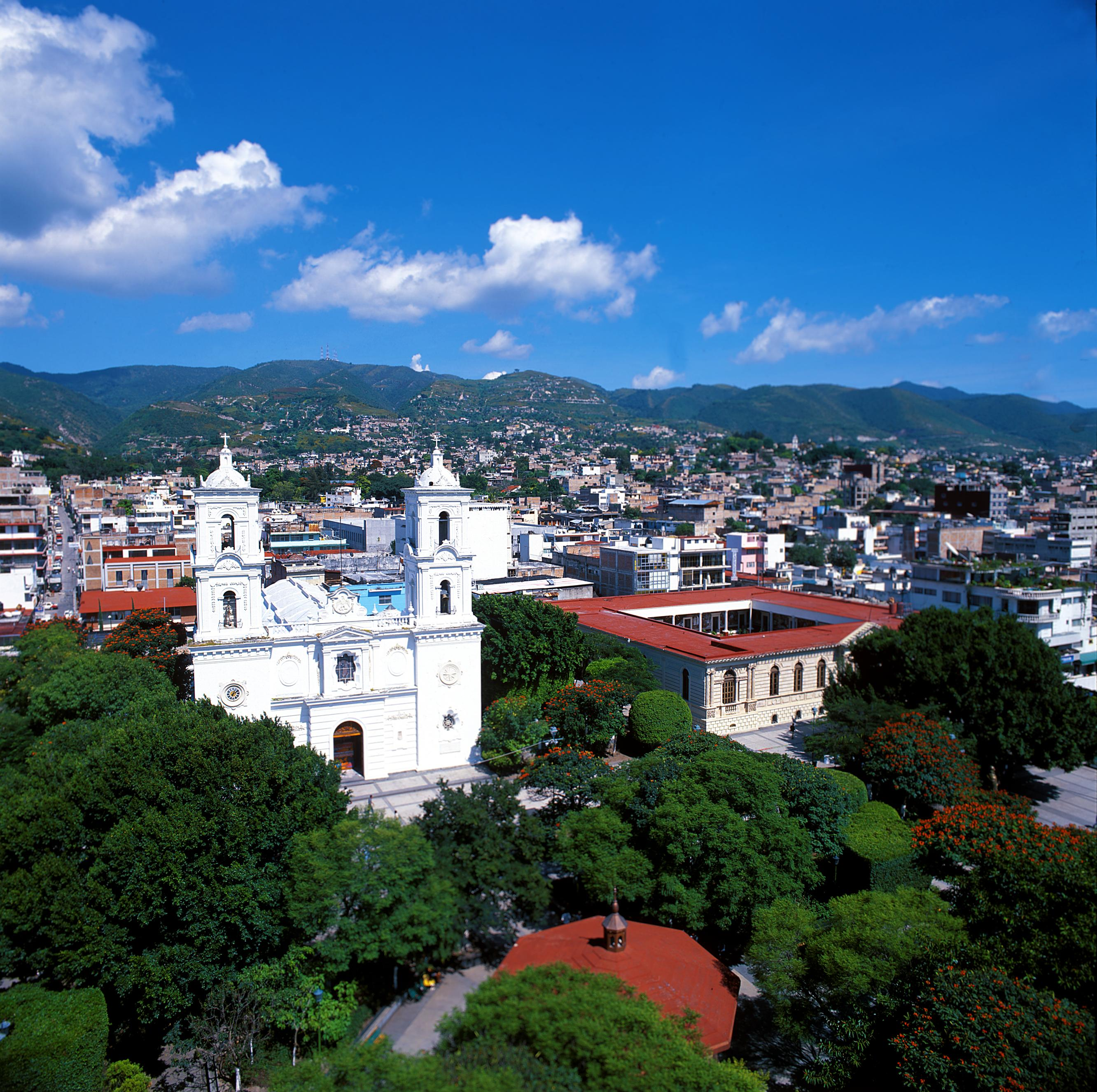
Thủ phủ Chilpancingo, đông dân thứ nhì
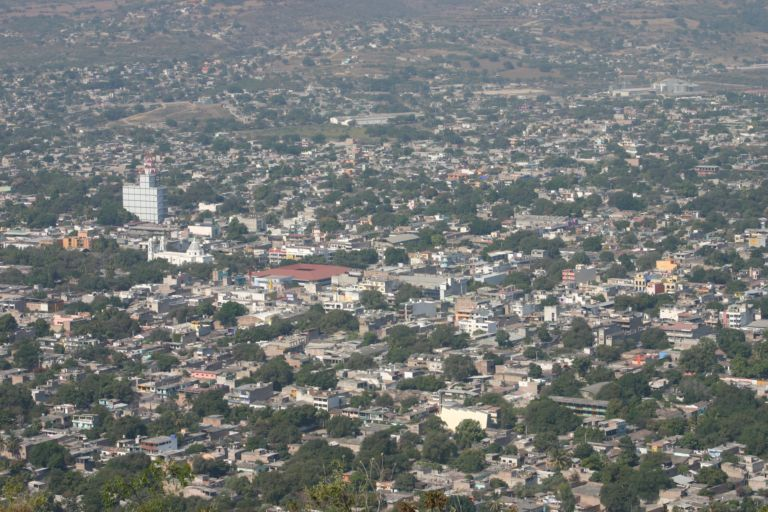
Iguala, đông dân thứ ba
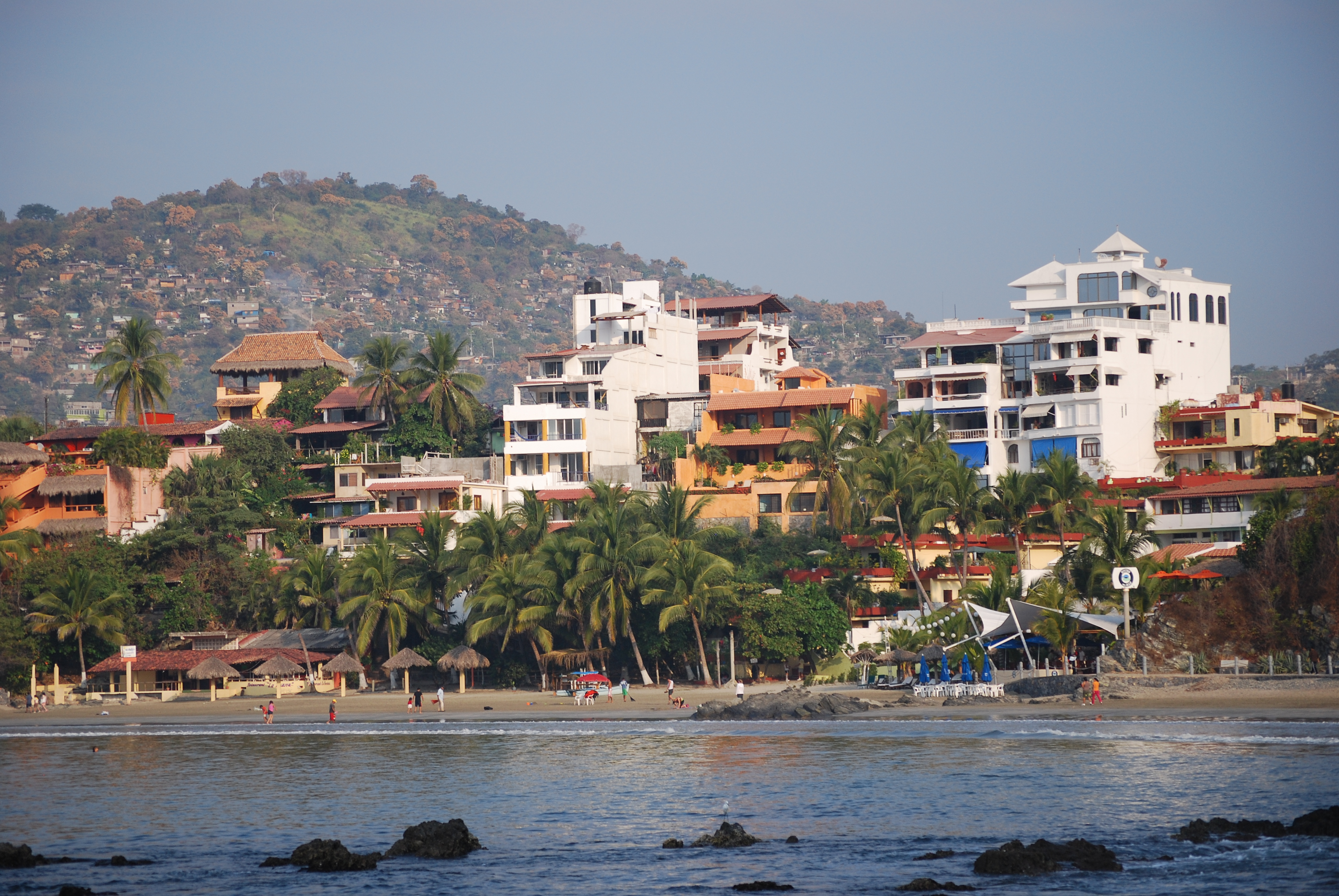
Zihuatanejo, đông dân thứ tư

    Thủ phủ bang 
| Tên                               | Thủ phủ khu đô thị          | Dân số (2020) | Dân số (2010) | Tỷ lệ thay đổi | Diện tích    | Diện tích    | Mật độ dân số (2020)      | Ngày thành lập       |
| Tên                               | Thủ phủ khu đô thị          | Dân số (2020) | Dân số (2010) | Tỷ lệ thay đổi | km2          | dặm vuông    | Mật độ dân số (2020)      | Ngày thành lập       |
| --------------------------------- | --------------------------- | ------------- | ------------- | -------------- | ------------ | ------------ | ------------------------- | -------------------- |
| Acapulco                          | Acapulco de Juárez          | 779.566       | 789.971       | −1,3%          | 1.733.613,00 | 669.351,72   | 449,7/km2 (1.164,7/sq mi) | 6 tháng 8 năm 1824   |
| Acatepec                          | Acatepec                    | 40.197        | 32.792        | +22,6%         | 632.852,00   | 244.345,52   | 63,5/km2 (164,5/sq mi)    | 23 tháng 3 năm 1993  |
| Ahuacuotzingo                     | Ahuacuotzingo               | 25.205        | 25.027        | +0,7%          | 874.136,00   | 337.505,80   | 28,8/km2 (74,7/sq mi)     | 1826                 |
| Ajuchitlán                        | Ajuchitlán del Progreso     | 37.655        | 38.203        | −1,4%          | 2.000.883,00 | 772.545,25   | 18,8/km2 (48,7/sq mi)     | 1826                 |
| Alcozauca                         | Alcozauca de Guerrero       | 21.225        | 18.971        | +11,9%         | 471.452,00   | 182.028,63   | 45,0/km2 (116,6/sq mi)    | 27 tháng 5 năm 1837  |
| Alpoyeca                          | Alpoyeca                    | 7.813         | 6.637         | +17,7%         | 94.180,00    | 36.363,10    | 83,0/km2 (214,9/sq mi)    | 27 tháng 5 năm 1837  |
| Apaxtla                           | Apaxtla de Castrejón        | 11.112        | 12.389        | −10,3%         | 628.884,00   | 242.813,47   | 17,7/km2 (45,8/sq mi)     | 30 tháng 4 năm 1924  |
| Arcelia                           | Arcelia                     | 33.267        | 32.181        | +3,4%          | 756.466,00   | 292.073,16   | 44,0/km2 (113,9/sq mi)    | 23 tháng 3 năm 1861  |
| Atenango del Río                  | Atenango del Río            | 9.147         | 8.390         | +9,0%          | 559.760,00   | 216.124,54   | 16,3/km2 (42,3/sq mi)     | 1826                 |
| Atlamajalcingo del Monte          | Atlamajalcingo del Monte    | 5.811         | 5.706         | +1,8%          | 147.001,00   | 56.757,40    | 39,5/km2 (102,4/sq mi)    | 27 tháng 5 năm 1837  |
| Atlixtac                          | Atlixtac                    | 28.491        | 26.341        | +8,2%          | 575.329,00   | 222.135,77   | 49,5/km2 (128,3/sq mi)    | 27 tháng 5 năm 1837  |
| Atoyac                            | Atoyac de Álvarez           | 60.680        | 61.316        | −1,0%          | 1.454.168,00 | 561.457,40   | 41,7/km2 (108,1/sq mi)    | 29 tháng 11 năm 1880 |
| Ayutla                            | Ayutla de los Libres        | 69.123        | 62.690        | +10,3%         | 1.055.264,00 | 407.439,71   | 65,5/km2 (169,7/sq mi)    | 27 tháng 5 năm 1837  |
| Azoyú                             | Azoyú                       | 15.099        | 14.429        | +4,6%          | 397.315,00   | 153.404,18   | 38,0/km2 (98,4/sq mi)     | 27 tháng 5 năm 1837  |
| Benito Juárez                     | San Jerónimo de Juárez      | 15.442        | 15.019        | +2,8%          | 230.707,00   | 89.076,47    | 66,9/km2 (173,4/sq mi)    | 1 tháng 1 năm 1934   |
| Buenavista                        | Buenavista de Cuéllar       | 12.982        | 12.688        | +2,3%          | 304.931,00   | 117.734,52   | 42,6/km2 (110,3/sq mi)    | 17 tháng 1 năm 1934  |
| Chilapa                           | Chilapa de Álvarez          | 123.722       | 120.790       | +2,4%          | 752.172,00   | 290.415,23   | 164,5/km2 (426,0/sq mi)   | 6 tháng 8 năm 1824   |
| Chilpancingo                      | Chilpancingo de los Bravo   | 283.354       | 241.717       | +17,2%         | 2.187.802,00 | 844.715,07   | 129,5/km2 (335,4/sq mi)   | 1826                 |
| Coahuayutla de José María Izazaga | Coahuayutla de Guerrero     | 12.408        | 13.025        | −4,7%          | 2.653.495,00 | 1.024.520,15 | 4,7/km2 (12,1/sq mi)      | 29 tháng 11 năm 1880 |
| Cochoapa el Grande                | Cochoapa el Grande          | 21.241        | 18.778        | +13,1%         | 622.645,00   | 240.404,58   | 34,1/km2 (88,4/sq mi)     | 29 tháng 1 năm 1947  |
| Cocula                            | Cocula                      | 15.579        | 14.707        | +5,9%          | 446.829,00   | 172.521,64   | 34,9/km2 (90,3/sq mi)     | 29 tháng 11 năm 1880 |
| Copala                            | Copala                      | 14.463        | 13.636        | +6,1%          | 297.573,00   | 114.893,58   | 48,6/km2 (125,9/sq mi)    | 6 tháng 10 năm 1869  |
| Copalillo                         | Copalillo                   | 15.598        | 14.456        | +7,9%          | 734.843,00   | 283.724,47   | 21,2/km2 (55,0/sq mi)     | 10 tháng 12 năm 1875 |
| Copanatoyac                       | Copanatoyac                 | 21.648        | 18.855        | +14,8%         | 307.630,00   | 118.776,61   | 70,4/km2 (182,3/sq mi)    | 29 tháng 11 năm 1880 |
| Coyuca de Benítez                 | Coyuca de Benítez           | 73.056        | 73.460        | −0,5%          | 1.816.836,00 | 701.484,30   | 40,2/km2 (104,1/sq mi)    | 4 tháng 5 năm 1876   |
| Coyuca de Catalán                 | Coyuca de Catalán           | 38.554        | 42.069        | −8,4%          | 3.368.203,00 | 1.300.470,45 | 11,4/km2 (29,6/sq mi)     | 10 tháng 12 năm 1831 |
| Cuajinicuilapa                    | Cuajinicuilapa              | 26.627        | 25.922        | +2,7%          | 633.770,00   | 244.699,97   | 42,0/km2 (108,8/sq mi)    | 1 tháng 4 năm 1852   |
| Cualác                            | Cualác                      | 7.874         | 7.007         | +12,4%         | 239.988,00   | 92.659,88    | 32,8/km2 (85,0/sq mi)     | 27 tháng 5 năm 1837  |
| Cuautepec                         | Cuautepec                   | 17.024        | 15.115        | +12,6%         | 315.040,00   | 121.637,62   | 54,0/km2 (140,0/sq mi)    | 27 tháng 5 năm 1837  |
| Cuetzala del Progreso             | Cuetzala del Progreso       | 8.272         | 9.166         | −9,8%          | 374.207,00   | 144.482,13   | 22,1/km2 (57,3/sq mi)     | 11 tháng 5 năm 1874  |
| Cutzamala                         | Cutzamala de Pinzón         | 20.537        | 21.388        | −4,0%          | 1.339.790,00 | 517.295,81   | 15,3/km2 (39,7/sq mi)     | 1826                 |
| Eduardo Neri                      | Zumpango del Río            | 53.126        | 46.158        | +15,1%         | 1.253.309,00 | 483.905,31   | 42,4/km2 (109,8/sq mi)    | 1826                 |
| Florencio Villarreal              | Cruz Grande                 | 22.250        | 20.175        | +10,3%         | 285.343,00   | 110.171,55   | 78,0/km2 (202,0/sq mi)    | 10 tháng 3 năm 1885  |
| General Canuto A. Neri            | Acapetlahuaya               | 6.278         | 6.301         | −0,4%          | 260.874,00   | 100.724,01   | 24,1/km2 (62,3/sq mi)     | 30 tháng 12 năm 1953 |
| General Heliodoro Castillo        | Tlacotepec                  | 37.254        | 36.586        | +1,8%          | 1.732.331,00 | 668.856,74   | 21,5/km2 (55,7/sq mi)     | 15 tháng 3 năm 1850  |
| Huamuxtitlán                      | Huamuxtitlán                | 17.488        | 14.393        | +21,5%         | 275.809,00   | 106.490,45   | 63,4/km2 (164,2/sq mi)    | 27 tháng 5 năm 1837  |
| Huitzuco                          | Huitzuco de los Figueroa    | 36.593        | 37.364        | −2,1%          | 1.331.811,00 | 514.215,10   | 27,5/km2 (71,2/sq mi)     | 1826                 |
| Iguala                            | Iguala de la Independencia  | 154.173       | 140.363       | +9,8%          | 572.497,00   | 221.042,33   | 269,3/km2 (697,5/sq mi)   | 1826                 |
| Igualapa                          | Igualapa                    | 11.739        | 10.815        | +8,5%          | 195.777,00   | 75.589,92    | 60,0/km2 (155,3/sq mi)    | 27 tháng 5 năm 1837  |
| Iliatenco                         | Iliatenco                   | 11.679        | 10.522        | +11,0%         | 241.059,00   | 93.073,40    | 48,4/km2 (125,5/sq mi)    | 25 tháng 11 năm 2005 |
| Ixcateopan                        | Ixcateopan de Cuauhtémoc    | 6.138         | 6.603         | −7,0%          | 212.766,00   | 82.149,41    | 28,8/km2 (74,7/sq mi)     | 1826                 |
| José Joaquín de Herrera           | Hueycantenango              | 18.381        | 15.678        | +17,2%         | 132.410,00   | 51.123,79    | 138,8/km2 (359,5/sq mi)   | 10 tháng 11 năm 2002 |
| Juan R. Escudero                  | Tierra Colorada             | 26.093        | 24.364        | +7,1%          | 410.163,00   | 158.364,82   | 63,6/km2 (164,8/sq mi)    | 26 tháng 12 năm 1953 |
| Juchitán                          | Juchitán                    | 7.559         | 7.166         | +5,5%          | 254.637,00   | 98.315,90    | 29,7/km2 (76,9/sq mi)     | 5 tháng 3 năm 2004   |
| Las Vigas                         | Las Vigas                   | —             | —             | —              | —            | —            | —                         | 31 tháng 8 năm 2021  |
| La Unión de Isidoro Montes de Oca | La Unión                    | 26.349        | 25.712        | +2,5%          | 1.765.846,00 | 681.796,95   | 14,9/km2 (38,6/sq mi)     | 6 tháng 8 năm 1824   |
| Leonardo Bravo                    | Chichihualco                | 26.357        | 24.720        | +6,6%          | 723.045,00   | 279.169,24   | 36,5/km2 (94,4/sq mi)     | 16 tháng 5 năm 1908  |
| Malinaltepec                      | Malinaltepec                | 29.625        | 29.599        | +0,1%          | 474.489,00   | 183.201,23   | 62,4/km2 (161,7/sq mi)    | 31 tháng 5 năm 1870  |
| Marquelia                         | Marquelia                   | 14.280        | 12.912        | +10,6%         | 211.445,00   | 81.639,37    | 67,5/km2 (174,9/sq mi)    | 15 tháng 6 năm 2002  |
| Mártir de Cuilapan                | Apango                      | 18.613        | 17.702        | +5,1%          | 617.318,00   | 238.347,81   | 30,2/km2 (78,1/sq mi)     | 1826                 |
| Metlatónoc                        | Metlatónoc                  | 18.859        | 18.976        | −0,6%          | 603.599,00   | 233.050,88   | 31,2/km2 (80,9/sq mi)     | 27 tháng 5 năm 1837  |
| Mochitlán                         | Mochitlán                   | 12.402        | 11.376        | +9,0%          | 514.271,00   | 198.561,14   | 24,1/km2 (62,5/sq mi)     | 2 tháng 4 năm 1852   |
| Ñuu Savi                          | Coapinola                   | —             | —             | —              | —            | —            | —                         | 31 tháng 8 năm 2021  |
| Olinalá                           | Olinalá                     | 28.446        | 24.723        | +15,1%         | 709.186,00   | 273.818,25   | 40,1/km2 (103,9/sq mi)    | 27 tháng 5 năm 1837  |
| Ometepec                          | Ometepec                    | 68.207        | 61.306        | +11,3%         | 604.682,00   | 233.469,03   | 112,8/km2 (292,1/sq mi)   | 20 tháng 3 năm 1824  |
| Pedro Ascencio Alquisiras         | Ixcapuzalco                 | 7.076         | 6.978         | +1,4%          | 295.153,00   | 113.959,21   | 24,0/km2 (62,1/sq mi)     | 28 tháng 11 năm 1890 |
| Petatlán                          | Petatlán                    | 44.583        | 44.979        | −0,9%          | 1.978.085,00 | 763.742,89   | 22,5/km2 (58,4/sq mi)     | 1 tháng 4 năm 1870   |
| Pilcaya                           | Pilcaya                     | 12.753        | 11.558        | +10,3%         | 162.785,00   | 62.851,64    | 78,3/km2 (202,9/sq mi)    | 10 tháng 12 năm 1931 |
| Pungarabato                       | Ciudad Altamirano           | 38.482        | 37.035        | +3,9%          | 126.724,00   | 48.928,41    | 303,7/km2 (786,5/sq mi)   | 10 tháng 12 năm 1831 |
| Quechultenango                    | Quechultenango              | 36.143        | 34.728        | +4,1%          | 848.285,00   | 327.524,67   | 42,6/km2 (110,4/sq mi)    | 1826                 |
| San Luis Acatlán                  | San Luis Acatlán            | 46.270        | 42.360        | +9,2%          | 1.101.360,00 | 425.237,47   | 42,0/km2 (108,8/sq mi)    | 29 tháng 11 năm 1880 |
| San Marcos                        | San Marcos                  | 50.124        | 48.501        | +3,3%          | 1.160.384,00 | 448.026,77   | 43,2/km2 (111,9/sq mi)    | 1826                 |
| San Miguel Totolapan              | San Miguel Totolapan        | 24.139        | 28.009        | −13,8%         | 2.378.568,00 | 918.370,24   | 10,1/km2 (26,3/sq mi)     | 23 tháng 6 năm 1871  |
| San Nicolás                       | San Nicolás                 | —             | —             | —              | —            | —            | —                         | 31 tháng 8 năm 2021  |
| Santa Cruz del Rincón             | Santa Cruz del Rincón       | —             | —             | —              | —            | —            | —                         | 31 tháng 8 năm 2021  |
| Taxco                             | Taxco de Alarcón            | 105.586       | 104.053       | +1,5%          | 652.725,00   | 252.018,53   | 161,8/km2 (419,0/sq mi)   | 6 tháng 8 năm 1824   |
| Tecoanapa                         | Tecoanapa                   | 46.063        | 44.079        | +4,5%          | 699.864,00   | 270.219,00   | 65,8/km2 (170,5/sq mi)    | 3 tháng 7 năm 1874   |
| Técpan                            | Técpan de Galeana           | 65.237        | 62.071        | +5,1%          | 2.854.474,00 | 1.102.118,57 | 22,9/km2 (59,2/sq mi)     | 13 tháng 10 năm 1811 |
| Teloloapan                        | Teloloapan                  | 53.817        | 53.769        | +0,1%          | 1.012.593,00 | 390.964,34   | 53,1/km2 (137,7/sq mi)    | 1826                 |
| Tepecoacuilco de Trujano          | Tepecoacuilco de Trujano    | 30.806        | 30.470        | +1,1%          | 855.626,00   | 330.359,05   | 36,0/km2 (93,3/sq mi)     | 1826                 |
| Tetipac                           | Tetipac                     | 13.552        | 13.128        | +3,2%          | 218.480,00   | 84.355,60    | 62,0/km2 (160,7/sq mi)    | 1 tháng 7 năm 1872   |
| Tixtla de Guerrero                | Tixtla de Guerrero          | 43.171        | 40.058        | +7,8%          | 389.899,00   | 150.540,85   | 110,7/km2 (286,8/sq mi)   | 6 tháng 8 năm 1824   |
| Tlacoachistlahuaca                | Tlacoachistlahuaca          | 22.781        | 21.306        | +6,9%          | 805.479,00   | 310.997,18   | 28,3/km2 (73,3/sq mi)     | 11 tháng 5 năm 1872  |
| Tlacoapa                          | Tlacoapa                    | 10.092        | 9.967         | +1,3%          | 280.896,00   | 108.454,55   | 35,9/km2 (93,1/sq mi)     | 27 tháng 5 năm 1837  |
| Tlalchapa                         | Tlalchapa                   | 11.681        | 11.495        | +1,6%          | 473.522,00   | 182.827,87   | 24,7/km2 (63,9/sq mi)     | 20 tháng 10 năm 1851 |
| Tlalixtaquilla                    | Tlalixtaquilla de Maldonado | 7.602         | 7.096         | +7,1%          | 117.833,00   | 45.495,58    | 64,5/km2 (167,1/sq mi)    | 13 tháng 12 năm 1944 |
| Tlapa                             | Tlapa de Comonfort          | 96.125        | 81.419        | +18,1%         | 611.017,00   | 235.914,98   | 157,3/km2 (407,5/sq mi)   | 20 tháng 3 năm 1824  |
| Tlapehuala                        | Tlapehuala                  | 22.209        | 21.819        | +1,8%          | 285.596,00   | 110.269,23   | 77,8/km2 (201,4/sq mi)    | 5 tháng 11 năm 1947  |
| Xalpatláhuac                      | Xalpatláhuac                | 11.966        | 12.240        | −2,2%          | 227.375,00   | 87.789,98    | 52,6/km2 (136,3/sq mi)    | 29 tháng 11 năm 1880 |
| Xochihuehuetlán                   | Xochihuehuetlán             | 7.862         | 7.079         | +11,1%         | 262.456,00   | 101.334,83   | 30,0/km2 (77,6/sq mi)     | 27 tháng 5 năm 1837  |
| Xochistlahuaca                    | Xochistlahuaca              | 29.891        | 28.089        | +6,4%          | 454.742,00   | 175.576,87   | 65,7/km2 (170,2/sq mi)    | 27 tháng 5 năm 1837  |
| Zapotitlán Tablas                 | Zapotitlán Tablas           | 12.004        | 10.516        | +14,1%         | 229.108,00   | 88.459,09    | 52,4/km2 (135,7/sq mi)    | 25 tháng 3 năm 1870  |
| Zihuatanejo                       | Zihuatanejo de Azueta       | 124.824       | 118.211       | +5,6%          | 1.472.668,00 | 568.600,29   | 84,8/km2 (219,5/sq mi)    | 23 tháng 12 năm 1953 |
| Zirándaro                         | Zirándaro de los Chávez     | 18.031        | 18.813        | −4,2%          | 2.151.635,00 | 830.750,92   | 8,4/km2 (21,7/sq mi)      | 10 tháng 12 năm 1831 |
| Zitlala                           | Zitlala                     | 21.977        | 22.587        | −2,7%          | 305.658,00   | 118.015,21   | 71,9/km2 (186,2/sq mi)    | 1826                 |
| Guerrero                          | —                           | 3.540.685     | 3.388.768     | +4,5%          | 63.803,42    | 24.634,64    | 55,5/km2 (143,7/sq mi)    | —                    |
| México                            | —                           | 126.014.024   | 112.336.538   | +12,2%         | 1.960.646,7  | 757.010      | 64,3/km2 (166,5/sq mi)    | —                    |

## Tư liệu
- OECD (ngày 12 tháng 11 năm 2004). New Forms of Governance for Economic Development [Những hình thức quản trị mới về phát triển kinh tế] (bằng tiếng Anh). OECD Publishing. ISBN 9264015329.
- Mexico Company Laws and Regulations Handbook [Sổ tay luật và quy định Công ty México] (bằng tiếng Anh). International Business Publications. 2009. ISBN 9781433070303.